# 義達祐未
義達 祐未（よしたつ ゆみ、1985年9月4日 - ）は、日本の女優、クリエイター、実業家である。本名は芸名に同じ。栃木県栃木市大平町出身。
栃木県知事任命“とちぎ未来大使”（観光大使）。2017年4月にYUM innovation合同会社を設立、クリエイターやアーティストのエージェント事業・地方創生事業・キャラクター事業などに幅広く取り組む。本人の活動マネジメントも同会社を通じて行っている。

## 来歴
秦建日子主宰演劇ワークショップTAKE1四期生オーディションに一般枠(雑誌「月刊Audition」より掲載募集)から参加し、合格（同期では美元、野崎亜里沙、鈴木あきえ、瀬長奈津実、山口龍人らが参加）。
事務所無所属ながら≪青春☆ENERGY『チェケラッチョ!! in TOKYO』(CX)≫にレギュラー出演が決まりデビュー。演技初挑戦で様々な役をこなす。
その後、ドラマの出演がきっかけで2006年7月より芸能プロダクションのクィーンズアベニューアルファに所属。
所属後は演劇舞台を中心に常に主演やメインキャストとして活躍。
事務所所属前後からブログを開設していたが、2008年4月22日にAmebaブログにて新たに公式ブログを開設。
2009年、『NHK高校講座物理』（Eテレ）のメインMCに抜擢され、司会やタレントとしての活動も開始。
2011年、とちぎテレビの県の広報番組『週刊 とちぎ元気通信』のレポーターに決定、念願であった地元栃木でのテレビ番組レギュラー出演となった。
2012年3月5日付けで、栃木県の観光大使である『とちぎ未来大使』に就任。（現在も就任中）
2012年9月、美輪明宏演出・主演作品『黒蜥蜴』出演者オーディションが行われ、ヒロインの岩瀬早苗役に抜擢。（美輪明宏が自ら女性ヒロインを選出するのは史上初）
2014年4月、NHK朝ドラ『花子とアン』第三週のレギュラー松平幸子役で出演。
2016年6月30日、自身のブログで10年間所属した事務所の退所を公表。
2016年11月29日、全世界同時発売された人気シリーズゲーム「ファイナルファンタジーXV」（現在販売本数1000万本を突破）でヒロイン、ルナフレーナ・ノックス・フルーレのモーションアクターを務めたことを解禁。オーディションで抜擢され撮影を含めて何年も関わっていたことから、正式に公式ブログで発表された。
2017年4月、自身の会社を設立。（YUM innovation合同会社）それを機に、女優業と並行しながら保育園での実務経験などを積んでいたことなどこれまでに至る経緯も明かされた。
その後も、ファイナルファンタジーXVの追加ダウンロードコンテンツ開発への参加（エンドロールにディレクターとして掲載）、アフターDCガイドブック「本物の出会い 栃木」メインモデル、自身で作ったキャラクター「やさいぬ」がヒルナンデス！で特集（本人出演）など、企画開発側から出演側までマルチな活躍を続ける。
2019年12月、東京2020オリンピック聖火ランナーとして選出。（プレゼンティングパートナーのTOYOTA枠で栃木県を走行）
2021年3月、オリンピック自体の延期を経て、栃木県小山市の５スロット走者として聖火を繋ぎ、当日のNHK総合のハイライト番組では、映像の大トリに抜擢されていた。
「やさいぬ」や「#とちぎけんV25」などのオリジナルコンテンツの創出やまちづくり事業への参画等が評価され、スタートアップイベントや大学への講師依頼など、タレントやクリエイターの枠を越えてますます活躍の幅を広げている。

## 功績
秦建日子氏のワークショップを受ける以前もさまざまなスカウトを受けていて、中でも童顔という点からかアイドル系のスカウトが大半を占めるものだった。アイドル関係のスカウトが多かった事実は彼女自身も認めているところであるが、本人の活動の意向と違うため全て断っていたそうである。本人の希望通り俳優としてワークショップに合格。当時事務所には無所属であり同時に無経歴だった彼女はオーディション合格後、四期生稽古開始以前に秦脚本の≪青春☆ENERGY『チェケラッチョ!! in TOKYO』(CX)≫に四期生としてただ一人レギュラーに抜擢、出演を果たす。演技初挑戦で、多くの役をこなしヒロインの親友役から図書委員長、Bガールなど幅広さを見せた。そのままスカウトを受け事務所も決定した。
「黒蜥蜴」は何百名も受ける大規模な舞台のオーディションである上に、実は美輪明宏が自身の舞台で女性メインキャストをオーディションで募集するのは過去に前例がなく、そのため大変注目された。早苗(役)は19歳であり、募集要項には<18歳 - 25歳ほど>と記載されていたが、当時27歳での起用だった。募集年齢を上回っての合格も異例である。
「ファイナルファンタジーXV」で演じたルナフレーナの公式発表の誕生日は9月4日であり、モーションアクターである彼女と同じ誕生日である。（他のモーションアクターおよび声優等が役と同じ誕生日を充てられている前例はない）そのため、ユーザーには「祐未フレーナ様」「ユミフレーナ」などど呼ばれ、誕生日当日は国内外問わず多くの人に祝われている。本人はなぜ誕生日が一緒なのかは知らないとのこと。
また、開発中止になった「ルーナタスクフォース」はモーションアクターが開発会議から関わるというこちらもゲーム業界では初の試みだった。
東京2020オリンピック聖火ランナーとしてプレゼンティングパートナーのTOYOTAより栃木県走行として選出された。本人によると、とちぎ未来大使として活躍もしていることから推薦を待つこともできたが、攻めの姿勢を忘れたくないと一般公募から勝ち抜いたという。どうしても栃木県を聖火ランナーとして走りたいという思いが実った。TOYOTAのテーマは「地元をよりよくする活動に挑む“地元チャレンジャー”」ということで、地元への熱い気持ちやこれまでやこれからやっていきたい取り組みなどの内容が評価された。

## 人物
名字の「義達」のインパクトが強いせいか、友達から「祐未ちゃん」等と呼ばれることは少なく（本人曰く「祐未」と呼ぶのは両親くらいとの事）、もっぱら「よし子」「義達ちゃん」等と呼ばれている。工藤里紗からは「よっちゃん」と呼ばれているらしい。
※ファンからは「よし子（ちゃん）」と呼ばれる事が多いが、「祐未ちゃん」等と呼ばれることも多く、本人も特に気にしてはいない様子である。
両親は北海道出身で、自身も北海道の赤平市出生である。里帰り出産で、本人はほとんど栃木でしか生活をしていない為、正式には出身地は栃木県、出生地は北海道となっている。
黒髪に白肌、大きな目に小顔で直線的な長い脚が特徴的。そのスタイルの良さを活かして撮影会出演等のモデル活動を行っていた時期があったが、高校講座出演にあたって比重をタレント活動に移した為、以降は散発的に撮影会に出演するのみとなっていった。
公立の女子高出身である。芸能界入りのきっかけは母親の言葉によるもので、高3で進路を決める際に「大学や専門学校には行かせないよ」と言われ、「じゃあどうしたらいいの？」と聞いたら「芸能人にでもなれば」と言われたそうである。母親が昔芸能人になりたかったそうで、その夢を娘に託した形となっている。そのせいか、タレント活動を行っている現在でも家族との仲は非常に良好である。
学生時代に水泳の選手だった経験があり、今でも世界水泳やパンパシ等の大会は欠かさずチェックしている。彼女自身が平泳ぎの選手だったことから、尊敬する人物として北島康介の名を挙げている。
弟・桜祐は声優とイラストレーターを行っており（元ぷろだくしょんバオバブ所属）、その弟からは「異常に頭の回転が早く、判断力や判断速度に秀でている」と称されている。
演劇ワークショップTAKE1で出会った鈴木あきえとはかなりの仲の良さで、鈴木の事を「相棒」と称している。鈴木あきえは彼女の事を「彼氏（のような存在）」などと自身のブログで呼び、お互いに親しんでいる。
イラストが得意で、公式ブログで度々披露したり、Yahoo!JAPANチャリティーオークションでは自身の描いたフルカラーイラスト三点を出展したりしている。イラストも歌も幼少の頃からの趣味だそうだが最近では小説や詩の制作なども好きらしい（過去ブログ参考）。
自宅ではペットのチワワ、テツオ（義達 鉄男：ロングコート、ブラックタン、牛柄）を飼っており、ブログのトップ画をはじめ、記事にもよく登場している。命名は彼女自身によるもので、漫画『ヒカルの碁』の加賀鉄男というキャラクターから貰った名前とのこと。かなりの犬好きで、道行く犬を思わず眺めてしまうらしい。
愛読書は『週刊少年ジャンプ』で、カラオケで歌う曲といえばアニメソングを連ねて記載している。好きなアニメや漫画のキャラクターでは以下のような名前が挙げられている（過去ブログ参照）。
- 加賀鉄男（ヒカルの碁）
- サイ（NARUTO -ナルト-）
- 浦飯幽助（幽☆遊☆白書）
- 水戸洋平（スラムダンク）
- 藤麓介（保健室の死神）
- 土方十四郎（銀魂）
- 安形惣司郎（SKET DANCE）
- ベジット（ドラゴンボール）
- リナ＝インバース（スレイヤーズ）等

好きな漫画はヒカルの碁・ライジングインパクト・ガラスの仮面。
好きなゲームソフトでは過去に桃太郎電鉄、ファイナルファンタジーシリーズ、ポケットモンスターなどを挙げている。
好きなキャラクターは、ディズニーのマリーちゃん・リラックマシリーズ・Suzy’s Zooシリーズ・ポン・デ・ライオンシリーズ・ちいかわ。
好きな動物は、犬とクマとウシ。好きな色は青（blue）。ただし携帯電話だけは白しか購入しないというこだわりを持っている。携帯電話はカシオ製のものを愛用していたが、2010年5月からはずっとiPhone愛用している。
好きな言葉は『切磋琢磨』『常に謙虚にハングリーに』。好きな数字は『4』（『幸せの4であり、義達のヨとシを数字にすると4』だから）。
スターバックスコーヒーによく出入りしており、一日最低一度はコーヒーを飲まないと落ち着かないんだそう。特に好きなメニューはキャラメルマキアートとタゾチャイティーラテ。
お化け屋敷が大の苦手で本人いわく「断固として入らない」。しかも泊まりのロケなどの場合、旅館やホテルで一人部屋になった時は不安でなかなか寝付けないという。

## 出演歴

### ゲーム
- 2016.11.29 ファイナルファンタジーXV ルナフレーナ・ノックス・フルーレ役(ヒロイン) モーション・フェイシャルアクター
- 2017   ワールド オブ ファイナルファンタジー レェン役(主人公) モーションアクター
- 2018.12.13配信「FINAL FANTASY XV」 FINAL FANTASY XIVコラボクエスト「異世界の冒険者」ヤ・ジメイ役 モーション・フェイシャルアクター
- 2019.3.26配信「FINAL FANTASY XV EPISODE ARDYN」 エイラ・ミルス・フルーレ役 モーション・ フェイシャルアクター

### ドラマ
- 2006.4 - 7 青春☆ENERGY『チェケラッチョ!! in TOKYO』(CX)レギュラー
- 2006.10 日曜劇場『鉄板少女アカネ!!』
- 2007.1 『ヒミツの花園』第3話
- 2007.2.12 スペシャルドラマ『永遠の1.8秒』
- 2007.7 水曜ミステリー9『北アルプス山岳救助隊・紫門一鬼9』田口アヤ役
- 2007.10 金曜ナイトドラマ『モップガール』第8話
- 2008.3.4 『あしたの、喜多善男〜世界一不運な男の、奇跡の11日間〜』第9話
- 2008.10.30 Lドラ『Cafe吉祥寺で』第24話
- 2009.8.23 WOWOWドラマW『ママは昔パパだった』第1話
- 2009.10.13 『リアル・クローズ』(CX系)第1話
- 2009.11.13　CX『FNNスーパーニュース』内『福岡3女殺人事件〜NANA・亡き妹に捧ぐ歌』
- 2010.7.16 『崖っぷちのエリー』(EX系)第2話
- 2010.7.22『警視庁継続捜査班』(EX系)第1話 加藤妙子役
- 2012.10.9『ガールズトーク〜十人のシスターたち〜』(EX系)涼香役
- 2014.04.14 - 連続テレビ小説 花子とアン（2014年上半期、NHK）第3週レギュラー 松平幸子 役
- 2014.10.28『素敵な選TAXI』(KTV)第3話
- 2014.11.15『地獄先生ぬ〜べ〜』(NTV)第6話　母役
- 2015.09.02『花咲舞が黙ってない 2015』第9話
- 2015.11.21 『世にも奇妙な物語 25周年記念!秋の2週連続SP〜傑作復活編』（CX）「ズンドコベロンチョ」キャスター役
- 2026 『連続テレビ小説 風、薫る』（NHK）和菓子店の女将役[4]

### テレビ
- 2009.03.27 NHK高校講座オリエンテーション2009
- 2009.04 - 2013.02 NHK高校講座物理 メインMC(レギュラー)
- 2010.01.09 BSフジ『自転車専科』第1回 モデル出演
- 2010.04 BSフジ『自転車専科』第7回、第8回 リポーター
- 2010.12.02　静岡朝日テレビ『スタイルコレクション』
- 2010.12.09　静岡朝日テレビ『スタイルコレクション』
- 2011.05 - 2016.03 とちぎテレビ『週刊とちぎ元気通信』番組レポーター(レギュラー)
- 2012.09.21 とちぎテレビ県政特番『あなたの声を県政に〜ともに創る“とちぎ”〜』リポーター
- 2014.04.28 日本テレビ『有吉ゼミGW突入2時間SP』栃木温泉美女
- 2015.04.15 日本テレビ『有吉ゼミ春満開3時間SP』栃木温泉美女
- 2015.07.03 TBS『ナゾ解き！マイネーム 第二弾』
- 2015.08.20 NHK『あさイチ』
- 2015.11.20 - CS「メットライフ生命 終身医療保険フレキシィ」VTR
- 2016.03.14 日本テレビ「有吉ゼミ」
- 2022.09.14 とちぎテレビ「ナイトニュース9」リーダーに聞く

### CM・広告
- 2010 ANA旅割REVIEW 栃木県旅ガール
- 2012.02 YTVインフォマーシャル『クレディセゾン・永久不滅.com』
- 2012　ファッションブランド『Amavel』レギュラーモデル
- 2015.06.06 - ANA夏の旅割TV−CM 2クール
- 2016.04.20 - 日本マクドナルドTVCM「PLAY FAMILY TIME」
- 2018.12.31~2019.1.27 JRトレインチャンネル「ギュッとして。小山・那須塩原」
- 2019.02~06 栃木県アフターDCガイドブック 表紙・メインモデル
- 2020 栃木県「とちぎの農村めぐり」PR映像 春・夏編

### 舞台
- 2007.3　演劇ワークショップTAKE1四期生卒業公演『地図〜朝焼けに君をつれて〜』
- 2007.9　池袋演劇祭参加公演　スプーキーズ『蒼い月への扉』『白い月への扉』
- 2007.12 第8回MK-Boxプロデュース公演『こんぱす 〜くるっと回って未来を指す〜』主演
- 2008.3　演劇ワークショップTAKE1五期生卒業公演『タクラマカン』
- 2008.4　AirStudioプロデュース2008『GO'JET!GO!GO』
- 2009.2　第10回MK-Boxプロデュース公演『爆走!大爆笑! 〜振り返るとダースベーダー〜』
- 2010.8　郡司企画★アプローズカンパニー ミュージカルファンタジー『LOVE』2010
- 2011.4　劇団一番 旗揚げ公演 劇女一番「女子八犬伝!」リーダー
- 2011.11 office inveider produce stage「方舟」オチョコイ役
- 2012.5 u-you.company 10th STAGE「真義-マギ-」空栖亜美役
- 2013.04 - 05（ - 06地方公演）パルコ劇場40周年記念公演 美輪明宏主演『黒蜥蜴』ヒロイン岩瀬早苗役
- 2013.08　不消者15周年記念・第19回公演『火男の火』山吹役
- 2013.10 「のぶニャがの野望」濃姫ニャン役
- 2014.02 劇団たいしゅう小説家Present's「同窓会をひらこう」
- 2014.08 Y+Rジャパンプロデュース「居間オブザデッド」ヒロイン清水リカ役
- 2014.9 「人猫」濃姫ニャン役
- 2015.01 Y+Rジャパンプロデュース『拳聖』ライ役

### イベント等司会進行
- 2018.10.21 栃木県主催 単独移住フェア「オールとちぎ 暮らしの展覧会」総合司会
- 2018 東京都主催「防災ウーマンセミナー」進行役(全3回担当)
- 2019 東京都主催「防災ウーマンセミナー」進行役
- 2020.02.16 栃木県主催「JIMOTO TOCHIGI FES!2020」総合司会・ゲストトーカー
- 2021.03.06 栃木県主催「JIMOTO TOCHIGI THE BEST!」WEB交流会 MC
- 2022.05.01 栃木市「栃木駅街かどピアノ設置お披露目会」司会
- 2022.09.04 栃木県主催「オールとちぎ 移住＆しごとフェア」総合司会

### 声優
- 2015.10.05〜10.16　NHKラジオ青春アドベンチャー「アグリーガール」

### 映画
- 2008 東放学園映画専門学校卒業制作『ボーダーライン』主演・ハルカ役/ガレーフ・ティムール監督

### 雑誌・新聞・インタビュー
- 2006.5『ヤセる! Popteen』(角川春樹事務所)
- 2009.4『月刊B.L.T.』(東京ニュース通信社)
- 2009.5　MSN『次世代スターはこの人!ニューフェイスキャッチアップ!!』
- 2009.6『月刊Audition』(白夜書房刊)
- 2009.10『月刊Audition』(白夜書房刊)
- 2011.01.14下野新聞『TOKYOとちぎ人』
- 2013.03.15『EX大衆』（双葉社）
- 2013.08『月刊Audition』(白夜書房刊)
- 2014.04『月刊Audition』(白夜書房刊)
- 2014.04 Stereo Sound「花子とアン」インタビュー
- 2019.03.13 下野新聞「気になるとちぎ 話題の人に聞く」

### 委嘱・配属
- 秦建日子主宰 演劇ワークショップTAKE1　四期生・五期生
- 氏神一番プロデュース「劇団一番」劇女一番初代メンバー
- 栃木県知事任命「とちぎ未来大使」就任
- とちヘル隊
- 栃木市魅力発信特使
- 栃木市官民連携まちづくり組織ウズマクリエイティブコアメンバー

### コンテスト
- 夕刊フジ　ZAK THE QUEEN 2008
- 2010　PhilipsアーキテックWebキャンペーン人気投票『ヒゲと美女とダイヤモンド』3位入賞
- 2010　プレゼン人気投票『P-1girlグランプリ』ファイナリスト

### ラジオ
- 2009.6.11　FM NACK5『チャイム』MC鈴木あきえ テレフォンゲスト
- 2012.05.14　FM-N1(FM76.3MHz)「わじの恩返し」ゲスト
- 2017.06.06 オタリス「世界の夜」MC川渕かおり 第一回ゲスト
- 2017.10.28 RainbowtownFM「サタマニ♪」
- 2018.11.05 おーらじ とちぎヘルメットかぶり隊(仮)として

### その他
- 2008.2.29 - 3.29　インターネットサイト・タレントデータバンク内『タレントフォト日記』
- 2009.5　Yahoo!JAPANチャリティーオークション

### DVD
- リアルオーディションGirls[女優編]
- office inveider produce stage「方舟」
- タンバリンプロデューサーズ『のぶニャがの野望』
- 劇団たいしゅう小説家『同窓会をひらこう』